# 858 El Djezaïr
Asteroidul 858 El Djezaïr face parte din centura principală. A fost descoperit la 26 mai 1916 de astronomul francez Frédéric Sy, la Observatorul din Alger.

Desemnarea sa provizorie era 1916 a.

## Denumire
Numele său, El Djezaïr, este un omagiu orașului Alger, capitala Algeriei; în arabă semnifică „insula”.

## Caracteristici
Asteroidul are diametrul mediu de circa 23,51 km. Prezintă o orbită caracterizată de o semiaxă majoră egală cu 2,8096751 UA și de o excentricitate de 0,1034777, înclinată cu 8,88291° în raport cu ecliptica.